# 地区自治体 (南アフリカ)
地区自治体（ちくじちたい、英語: District municipality）は、南アフリカ共和国の行政区分のひとつ。

## 概要
1998年の憲法改正に基づき、2000年から2001年にかけて実施された地方自治体の再編により発足した。
地区自治体は自治体カテゴリーCに指定され、基礎自治体である地方自治体を包括する権限を有している。また国立公園や動物保護区など、地方自治体の管轄が及ばない地域の管理も行っている。
日本では、地区自治体は郡に当てはまることから、『郡』の名称で呼ばれる。

## 一覧

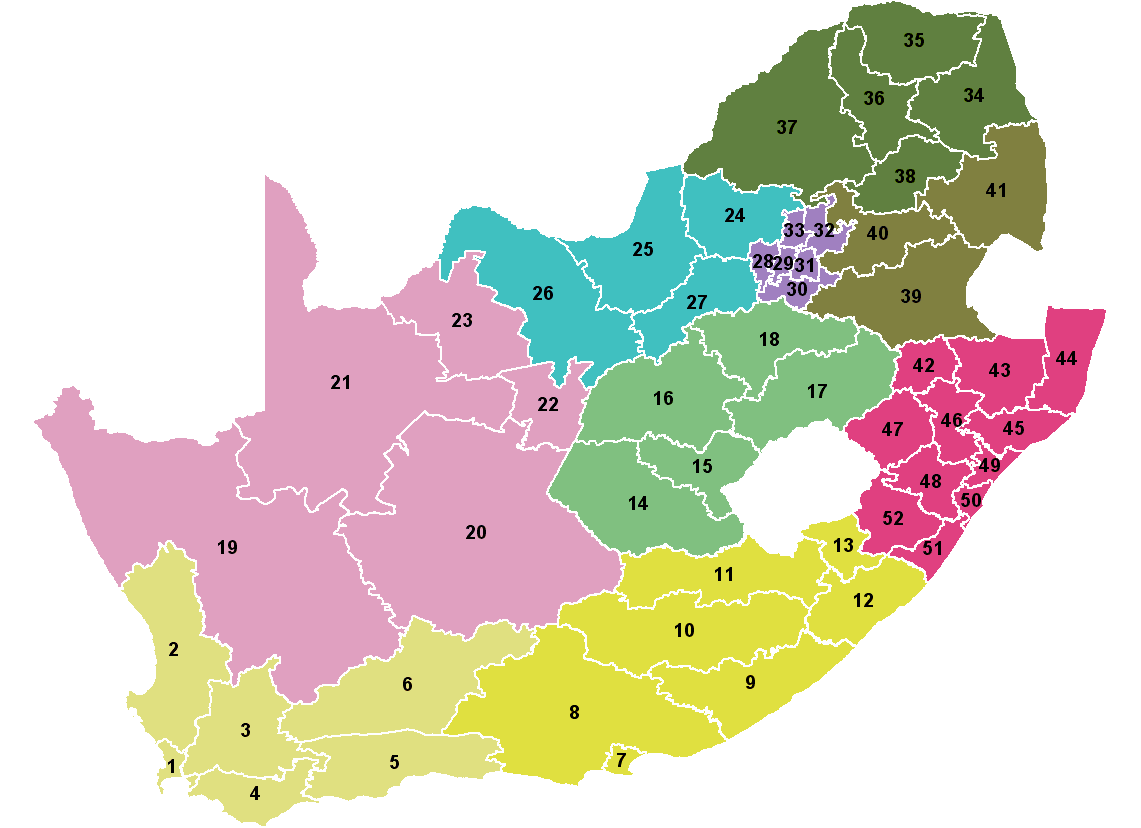
南アフリカ共和国の郡

### 西ケープ州
- 西ケープ州

1. （CPT）ケープタウン市都市圏（英語版）
2. （DC1）ウェストコースト郡（英語版）
3. （DC2）ケープワインランド郡（英語版）
4. （DC3）オーバーバーグ郡（英語版）
5. （DC4）ガーデンルート郡（英語版）
6. （DC5）セントラルカルー郡（英語版）

### 東ケープ州
- 東ケープ州

1. （NMA）ネルソン・マンデラ・ベイ都市圏
2. （DC10）サラ・バートマン郡（英語版）
3. （DC12）アマトーレ郡（英語版）
4. （DC13）クリスハニ郡（英語版）
5. （DC14）ジョー・グカビ郡（英語版）
6. （DC15）O・R・タンボ郡（英語版）
7. （DC44）アルフレッド・ンツォ郡（英語版）
8. （BUF）バッファローシティー都市圏

### フリーステイト州
- フリーステイト州

1. （DC16）シャーリプ郡（英語版）
2. （DC18）レジェレプツワ郡（英語版）
3. （DC19）ターボ・モフツヤニャン郡（英語版）
4. （DC20）フェジル・ダディ郡（英語版）
5. （MAN）マンガウング都市圏

### 北ケープ州
- 北ケープ州

1. （DC6）ナマクワ郡（英語版）
2. （DC7）ピクスレイ・カ・セメ郡（英語版）
3. （DC8）ZFマグカウ郡（英語版）
4. （DC9）フランシス・バールド郡（英語版）
5. （DC45）ジョン・タオロ・ゲーツェウィ郡（英語版）

### 北西州
- 北西州

1. （DC37）ボジャナラ・プラチナ郡（英語版）
2. （DC38）ンガカ・モディリ・モレマ郡（英語版）
3. （DC39）Drルース・セゴモツィ・モンパティ郡（英語版）
4. （DC40）Drケネス・カウンダ郡（英語版）

### ハウテン州
- ハウテン州

1. （DC48）ウェストランド郡（英語版）
2. （JHB）ヨハネスブルグ市都市圏（英語版）
3. （DC42）セディベング郡（英語版）
4. （EKU）エクルレニ都市圏
5. （TSH）ツワネ市都市圏

### リンポポ州
- リンポポ州

1. （DC33）モパニ郡（英語版）
2. （DC34）ベンベ郡（英語版）
3. （DC35）カプリコーン郡（英語版）
4. （DC36）ウォーターバーク郡（英語版）
5. （DC47）スククネ郡（英語版）[1]

### ムプマランガ州
- ムプマランガ州

1. （DC30）ゲート・シバンデ郡（英語版）
2. （DC31）ンカンガラ郡（英語版）
3. （DC32）エシャンゼニ郡（英語版）

### クワズールナタール州
- クワズール・ナタール州

1. （DC25）アマジュバ郡（英語版）
2. （DC26）ズールーランド郡（英語版）
3. （DC27）ウムカニャクデ郡（英語版）
4. （DC28）キング・セテワヨ郡（英語版）
5. （DC24）ウムズィンヤタイ郡（英語版）
6. （DC23）ウトゥケラ郡（英語版）
7. （DC22）ウムグングンドロヴ郡（英語版）
8. （DC29）イレムベ郡（英語版）
9. （ETH）エテクウィニ都市圏（英語版）
10. （DC21）ウグ郡（英語版）
11. （DC43）ハリー・グワラ郡（英語版）

※太字は都市圏。